# Sonnet 51

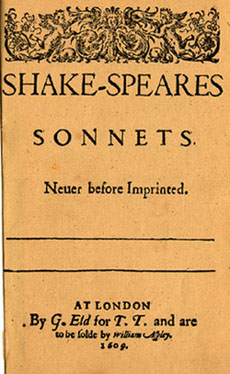
Sonnetten van Shakespeare, 1609

Sonnet 51 is een van de 154 sonnetten geschreven door de Engelse toneelschrijver en dichter William Shakespeare. Het maakt deel uit van een reeks sonnetten die bekendstaan als de Fair Youth-sonnetten. Hierin drukt de dichter zijn liefde uit voor een jonge man. In totaal schreef Shakespeare 154 sonnetten, die voor het eerst werden gepubliceerd in 1609.

## Shakespeares tekst
| Sonnet 51 Thus can my love excuse the slow offence Of my dull bearer when from thee I speed: From where thou art why should I haste me thence? Till I return, of posting is no need. O what excuse will my poor beast then find When swift extremity can seem but slow? Then should I spur, though mounted on the wind; In wingèd speed no motion shall I know. Then can no horse with my desire keep pace; Therefore desire, of perfect'st love being made, Shall rein no dull flesh in his fiery race; But love, for love, thus shall excuse my jade: Since from thee going, he went wilful-slow, Towards thee I'll run, and give him leave to go. |

## Vertaling
Vergeef me, mijn lief,
Hoe traag mijn slome rijdier is
Als ik van je heen ga
Waarom ook zou ik me haasten
Tot ik weerkeer wissel ik geen paarden;
Op de terugreis gun ik het dier geen respijt
Alsof bliksemsnel niet snel genoeg is
Ik zou het de sporen geven, vliegend op de wind
Maar zelfs gevleugelde snelheid is me te traag
Geen paard zou sneller lopen dan mijn begeerte
Perfecte liefde duldt geen saai vlees in deze race
Liefde, om liefdeswil, zal 't afgematte beest vergeven
Want stapte hij jou verlatend niet opzettelijk traag?
Ik laat die nutteloze achter en spoed me naar jou

## Analyse
Shakespeares sonnetten zijn voornamelijk geschreven in een metrum genaamd jambische pentameter, een rijmschema waarin elke sonnetregel bestaat uit tien lettergrepen. De lettergrepen zijn verdeeld in vijf paren, jamben genoemd, waarbij elk paar begint met een onbeklemtoonde lettergreep.
Sonnet 51 is een vervolg op het vorige sonnet, de voortzetting van het verhaal van de reis van de minnaar. Het beschrijft de gevoelens die hij ervaart wanneer hij vooruitblikt naar zijn uiteindelijke terugkeer naar de geliefde. Er zit veel vaart en beschrijving van snelheid in dit gedicht. Zo fantaseert de spreker erover dat zelfs het snelste paard hem op die terugreis niet zal kunnen bijhouden. Hoewel dit sonnet eerst de indruk geeft de terugreis te beschrijven, speculeert het in feite alleen maar over die reis. Er staan heel wat toespelingen in over de snelheid van de begeerte die door de traagheid van het dagelijks bestaan wordt afgeremd: slow; dull; speed; haste; posting; excuse; swift extremity; slow; spur; mounted on the wind; winged speed,... . Het wisselen van de paarden verwijst naar postpaarden, die een snelle, ononderbroken rit mogelijk maakten.
Er zitten in dit sonnet nogal wat versregels die op verschillende manieren uitgelegd zouden kunnen worden. Het gevleugelde paard doet bijvoorbeeld aan Pegasus denken, en ook aan begeerte, maar hier gaat het dan weer om de spirituele liefde van de dichter ("Therefore desire, (of perfect'st love being made"). En hoe "Shall neigh, no dull flesh, in his fiery race" precies vertaald moet worden is ook niet zo ondubbelzinnig. Een alleszins duidelijk herkenbaar thema is de onwilligheid om zich van de geliefde te verwijderen en het ongeduld en de anticipatie voor de hereniging.